# Гертлейн, Иван Александрович
Иван Александрович Гертлейн (род. 25 сентября 1987) — российский легкоатлет, специализирующийся в прыжке с шестом.

## Биография
Дебютировал на международной арене в 2009 году на чемпионат Европы среди молодёжи, где занял 8 место.
В допинг-пробе Ивана Гертлейна, взятой у спортсмена 15 октября 2012 года во время внесоревновательного контроля на учебно-тренировочном сборе в Сочи, были обнаружены повышенные уровни дегидроэпиандростерона и тестостерона. Иван был дисквалифицирован Всероссийской федерацией легкой атлетики (ВФЛА) на два года за применение запрещенных препаратов (срок дисквалификации с 31 октября 2012 года по 30 октября 2014 года).
После окончания дисквалификации стал серебряным призером кубка России 2015 года, серебряным призером чемпионата России 2015 года и выступал на чемпионате мира, где покорил высоту 5,70 м.
В 2017 году на чемпионате России в помещении занял второе место.